# Instytut Filologii Klasycznej Uniwersytetu Warszawskiego
Instytut Filologii Klasycznej Uniwersytetu Warszawskiego – jednostka dydaktyczno-naukowa należąca do Wydziału Polonistyki Uniwersytetu Warszawskiego.

## Historia
Historia Filologi klasycznej na UW sięga 1816 roku, kiedy to została utworzona na Wydziale Nauk i Sztuk Pięknych Królewskiego Uniwersytetu Warszawskiego. Po powstaniu listopadowym jedną z represji było zamknięcie uczelni. W 1862 jednostkę reaktywowano na Wydziale filologiczno-historycznym Uniwersytetu Warszawskiego. Następnie weszła w skład Wydziału Polonistyki Uniwersytetu Warszawskiego

## Kierunki kształcenia
Instytut prowadzi studia z zakresu filologii klasycznej na stopniach licencjackim (I) i magisterskim (II). Do chwili powstania szkół doktorskich oferował też studia doktoranckie (III). Na drugim stopniu studiów są dostępne dwie specjalizacje – klasyczna oraz neolatynistyczna, które uzupełnić można trzecią, nauczycielską, uprawniającą do nauczania łaciny i kultury antycznej w szkole średniej.

## Dyrekcja Instytutu (stan na 2023)
prof. dr hab. Jarosław Jakielaszek – Dyrektor Instytutu
dr hab. Jan Kwapisz – Zastępca Dyrektora Instytutu

## Struktura organizacyjna (stan na 2023)
Struktura organizacyjna Instytutu opiera się na 3 wydziałach:
- Zakład Literatur i Języków Klasycznych

Kierownik: prof. dr hab. Mikołaj Szymański
- Zakład Studiów nad Renesansem

Kierownik: prof. dr hab. Włodzimierz Olszaniec
- Zakład Dydaktyki i Metodyki Języka Łacińskiego

Kierownik: dr Magdalena Zawadzka